# ボンヌ・ダルトワ
ボンヌ・ダルトワ（Bonne d’Artois, 1396年頃 - 1425年9月17日）は、中世フランスの貴族女性。ウー伯フィリップ・ダルトワと、ベリー公ジャンの娘でオーヴェルニュ公領の女子相続人であるマリーの間の長女。

## 生涯
1413年6月20日にボーモン＝アン＝アルトワ（現エナン＝ボーモン）において、ヌヴェール伯およびルテル伯フィリップと最初の結婚をした。夫妻は間に2人の息子をもうけたが、夫は1415年のアジャンクールの戦いで戦死した。
- シャルル（1414年 - 1464年） - ヌヴェール伯、ルテル伯
- ジャン（1415年 - 1491年） - エタンプ伯、ヌヴェール伯、ルテル伯、ウー伯

1424年11月30日にムーラン＝アンジルベールにおいて、亡夫の甥にあたるブルゴーニュ公フィリップ・ル・ボンと再婚した。ブルゴーニュ公は先妻のフランス王女ミシェルと死別しており、再婚同士の夫婦だった。しかし再婚から10カ月後にボンヌは死去し、ブルゴーニュ公はポルトガル王女イザベルを3番目の妻に迎えた。ボンヌの遺骸はシャンモル修道院に埋葬された。